# Сакс Беагнота
Сакс Бегнота (також відомий як Скрамасакс з Темзи ) — англосаксонський меч (односічний ніж) X-го століття. Був знайдений у річці Темзі в 1857 році і зараз знаходиться в Британському музеї в Лондоні . Це була статусна зброя, яка прикрашена витонченими візерунками з інкрустацією міддю, латунню та срібного дроту. На одній стороні клинка знаходиться відомий напис виконаний за допомогою англосаксонського рунічного алфавіту з двадцяти восьми символів, а також ім'я «Беагнот» . Вважається, що зображені руни виконували магічну функцію, і що ім'я Беагнот належить або власнику зброї, або ковалю, який її виготовив. Хоча багато англосаксонських і вікінгських мечів і ножів мають написи латинським алфавітом на своїх лезах або мають рунічні написи на рукоятці, Скрамасакс з Темзи є однією з небагатьох знахідок з рунічним написом на лезі.

## Відкриття
Генрі Дж Бріггс, робітник, знайшов Сакс в внутрішньому гирлі Темзи біля Баттерсі на початку 1857. Бріггс продав його Британському музею, а 21 травня 1857 року він був виставлений в суспільстві антикварів Лондона Августом Волластоном Френксом (антикваром, який працював у відділі старожитностей Британського музею). Подібного роду знахідки дуже рідкісні в Англії. Клинок має ряд інкрустованих рунічних символів в золоті". З тих пір зброя отримала назву Скрамасакс з Темзи ; але термін скрамасакс (від старофранкського * scrâmasahs) засвідчений лише один раз, в " Історії франків " Григорія Турського, і значення елемента scrama- не зрозуміло, тому останні науковці віддають перевагу терміну long seax або довгий сакс для цього типу зброї.

## Опис
Сакс — це залізний ніж з однією ріжучою кромкою і довгим конусом. Він 72,1 см в довжину, з яких хвостик становить 17,0 см і лезо 55,1 см.
Клинок — престижна зброя, прикрашена на обох гранях геометричними візерунками, створеними забиванням смужок із крученої міді, латуні та срібного дроту в прорізані в лезі пази, а також інкрустована трикутниками та ромбами з міді, латуні та срібла. . Техніка інкрустації дротом для створення декоративних візерунків і написів широко використовувалася на німецькій та англосаксонській зброї і наконечниках списів з 9-го і 10-го століть а також зустрічається на мечах вікінгів приблизно того ж періоду.

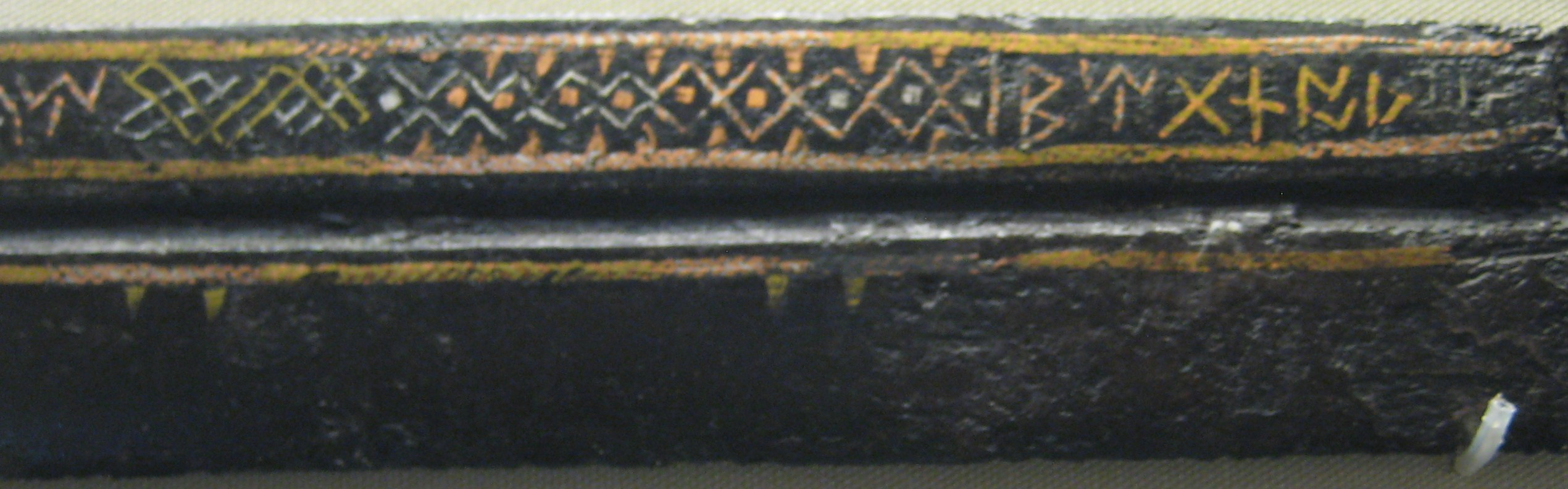
Лезо Сакса Бегнота, з інкрустованим декором та двома написами

З обох боків клинка є глибока серединна борозна, яка проходить по довжині леза, над якою розташована довга прямокутна панель, зверху і знизу інкрустованими мідними смужками. Панель з одного боку заповнена ромбоподібним малюнком із срібла та міді, а з іншого боку є два рунічні написи, інкрустовані латунним і срібним дротом. Напис ліворуч складається з двадцяти восьми літер англосаксонського рунічного алфавіту або futhorc . Напис праворуч, відокремлений від іншого малюнком «ялинка» з срібла та латуні, є чоловічим особистим ім'ям Beagnoþ або Беагнтон ᛒᛠᚷᚾᚩᚦ, що вважається ім'ям виробника або власника клинка.
Напис futhorc такий:

Напис імені Beagnoth виглядає так:
У написі назви немає незвичайних рис, але у верхньому правому куті напису можна помітити два досить дивні малюнки, які начебто схожі на букви, однак досі ніхто не зміг розшифрувати їх значення.

## Походження
Дослідник рунічних написів, австрало-британський професор Ральф Елліот припускає, що сакс належав почесному воїну з королівства Кент, оскільки саме там рунічний алфавіт містив 28 символів. У жителів півночі з Нортумбрії було на 3 знаки більше. Крім того, тільки в Кенті в письмових джерелах зафіксовано двох людей з ім'ям Беагнот (Beagnoþ або Beagnoth). Один із них згадується в англосаксонських хроніках часів короля Кента Ердвульфа (748—767 роки правління) у зв'язку з наданням йому прав на використання пасовищ поблизу Рочестера. Другий — чернець, згаданий як учасник одного з Синодів 803 року в хроніках короля Вессекса Етельвульфа. У перекладі з давньоанглійської мови слово beag означає кільце, браслет, вінок, а nōþ — «сміливість, гарну вдачу».

## Значення
Сакс Беагнота вважається рідкісним зразоком англосаксонської зброї з рунічними написами. Його рунічний напис є унікальним епіграфічним прикладом повного англосаксонського алфавіту «futhorc» з двадцяти восьми літер.
 
 